# Alexander Os
Alexander Os (Bodø, 21 de enero de 1980) es un deportista noruego que compitió en biatlón. Ganó dos medallas en el Campeonato Mundial de Biatlón, oro en 2011 y bronce en 2009, y seis medallas en el Campeonato Europeo de Biatlón entre los años 2003 y 2007.

## Palmarés internacional
| Campeonato Mundial | Campeonato Mundial          | Campeonato Mundial | Campeonato Mundial |
| Año                | Lugar                       | Medalla            | Prueba             |
| ------------------ | --------------------------- | ------------------ | ------------------ |
| 2009               | Pyeongchang (Corea del Sur) | Medalla de bronce  | Persecución        |
| 2011               | Janty-Mansisk (Rusia)       | Medalla de oro     | Relevos            |
| Campeonato Europeo |                             |                    |                    |
| Año                | Lugar                       | Medalla            | Prueba             |
| 2003               | Forni Avoltri (Italia)      | Medalla de plata   | Persecución        |
| 2004               | Minsk (Bielorrusia)         | Medalla de plata   | Persecución        |
| 2004               | Minsk (Bielorrusia)         | Medalla de plata   | Relevos            |
| 2006               | Langdorf (Alemania)         | Medalla de oro     | Individual         |
| 2006               | Langdorf (Alemania)         | Medalla de bronce  | Relevos            |
| 2007               | Bansko (Bulgaria)           | Medalla de plata   | Relevos            |